# Małgorzata Platajs
Małgorzata Platajs – polska działaczka ekumeniczna, neofilolog, tłumacz, od 2003 do końca 2019 dyrektor Towarzystwa Biblijnego w Polsce.

## Życiorys
Z wykształcenia jest neofilologiem. Jako tłumacz przekładała książki z języków angielskiego i niemieckiego między innymi dla Wydawnictwa „Zwiastun”. Małgorzata Platajs związana jest z Kościołem Ewangelicko-Augsburskim w RP, w ramach którego była współinicjatorką Forum Kobiet Luterańskich. Jest wiceprzewodniczącą Komitetu Światowego Dnia Modlitwy. Była wieloletnim pracownikiem Towarzystwa Biblijnego w Polsce, zaś od 2003 po przejściu na emeryturę Barbary Enholc-Narzyńskiej do końca 2019 piastowała funkcję jego dyrektora. W tym czasie ukazało się między innymi w 2018 pełne wydanie Biblii Ekumenicznej. 
W 2003 była jednym z siedmiorga laureatów Nagrody im. św. Brata Alberta – Adama Chmielowskiego, za działalność ekumeniczną.
W związku z wyborem w listopadzie 2019 kolejnego dyrektora generalnego TB w Polsce, którym została Jadwiga Zalisz, pełnienie przez Małgorzatę Platajs tej funkcji zakończyło się 31 grudnia 2019. 2 lutego 2020 w Warszawie odbyło się ekumeniczne nabożeństwo dziękczynne za wieloletnią pracę Małgorzaty Platajs na stanowisku dyrektora Towarzystwa Biblijnego w Polsce.